# Walisko
Walisko – przysiółek wsi Jeżowe, położony w Polsce, w województwie podkarpackim, w powiecie niżańskim, w gminie Jeżowe. 
Przysiółek należy do sołectwa Jeżowe Kameralne.